# Björkö
Björkö – skalista wyspa u wybrzeży Szwecji. Położona jest na zachodnim wybrzeżu kraju, w obrębie gminy Öckerö. Zajmuje powierzchnię ok. 0,9 km² i ma ok. 1400 mieszkańców (2005).

## Geografia
Björkö położona jest nad cieśniną Kattegat u wybrzeży Göteborga w Göteborgs Norra Skärgård – archipelagu dziesięciu zamieszkanych wysp i kilkudziesięciu mniejszych niezamieszkanych.
Administracyjnie leży w gminie Öckerö, regionie Västra Götaland.
Jest to bardzo urokliwa wyspa. Geologicznie utworzona głównie z granitoidów wygładzonych przez lodowiec, porośniętych rzadką roślinnością. Zarówno wyspa  Björkö, jak i cały region, wypiętrza się powoli po ustaniu ucisku lądolodu skandynawskiego. Poziom n.p.m. wyspy wzrasta kilka milimetrów rocznie czyli wyspa systematycznie się powiększa.
Björkö ma całoroczne połączenie promowe ze stałym lądem (prom samochodowy) i wyspami Kalvsund i Grötö (prom osobowy).

## Historia
Istnieją źródła o zamieszkaniu wikingów na sąsiednich wyspach, prawdopodobnie żyli też na Björkö, jednak nie ma na to dowodów.
W północnej części wyspy w latach 1942-1958 znajdowała się baza wojskowa Fo 33 (Göteborgs skärgårds försvarsområde). Dzięki temu tereny te pozostały niezamieszkane i w przeważającej części są pokryte lasami.

## Galeria

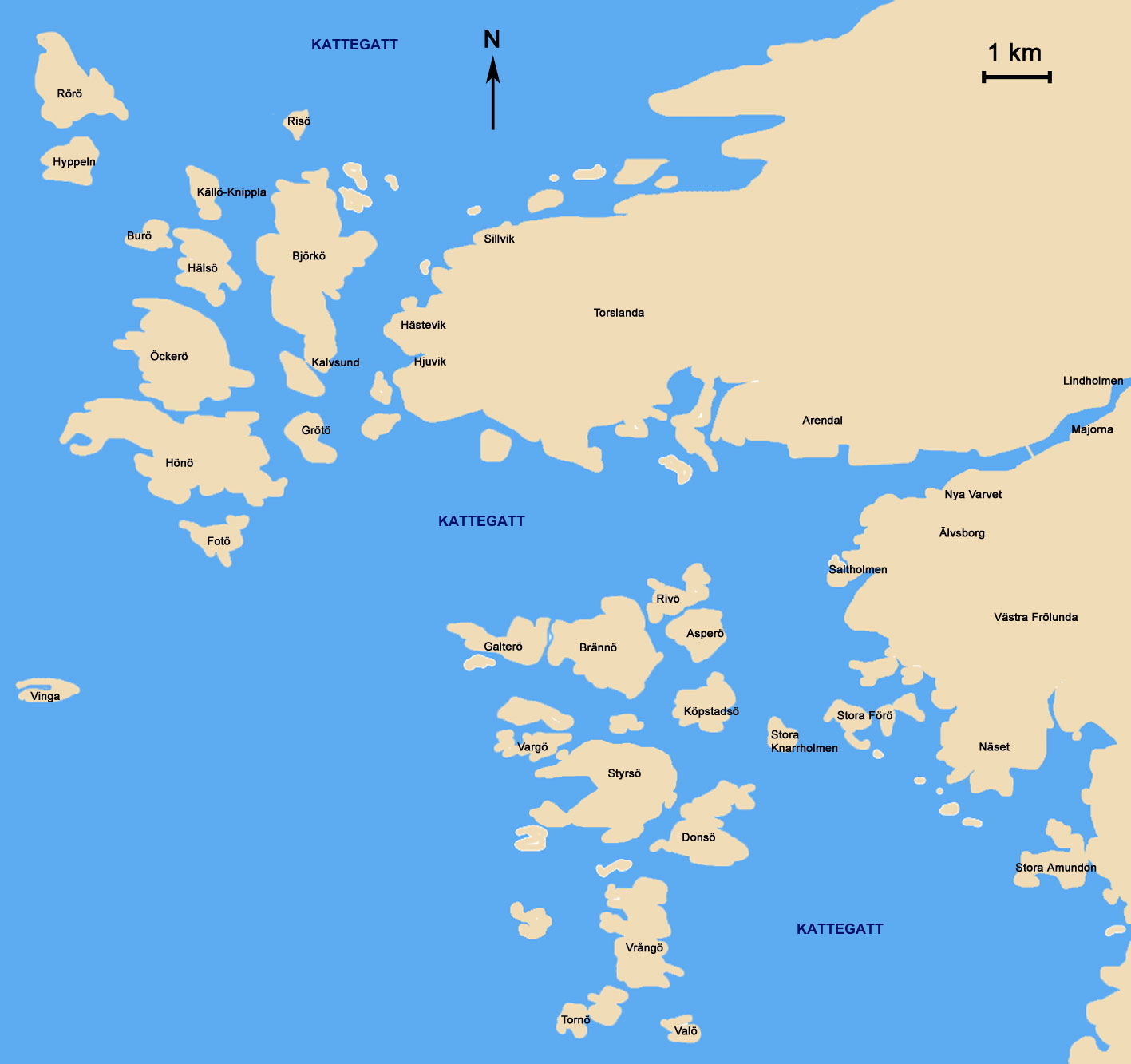
mapa archipelagu Göteborgs Skärgård
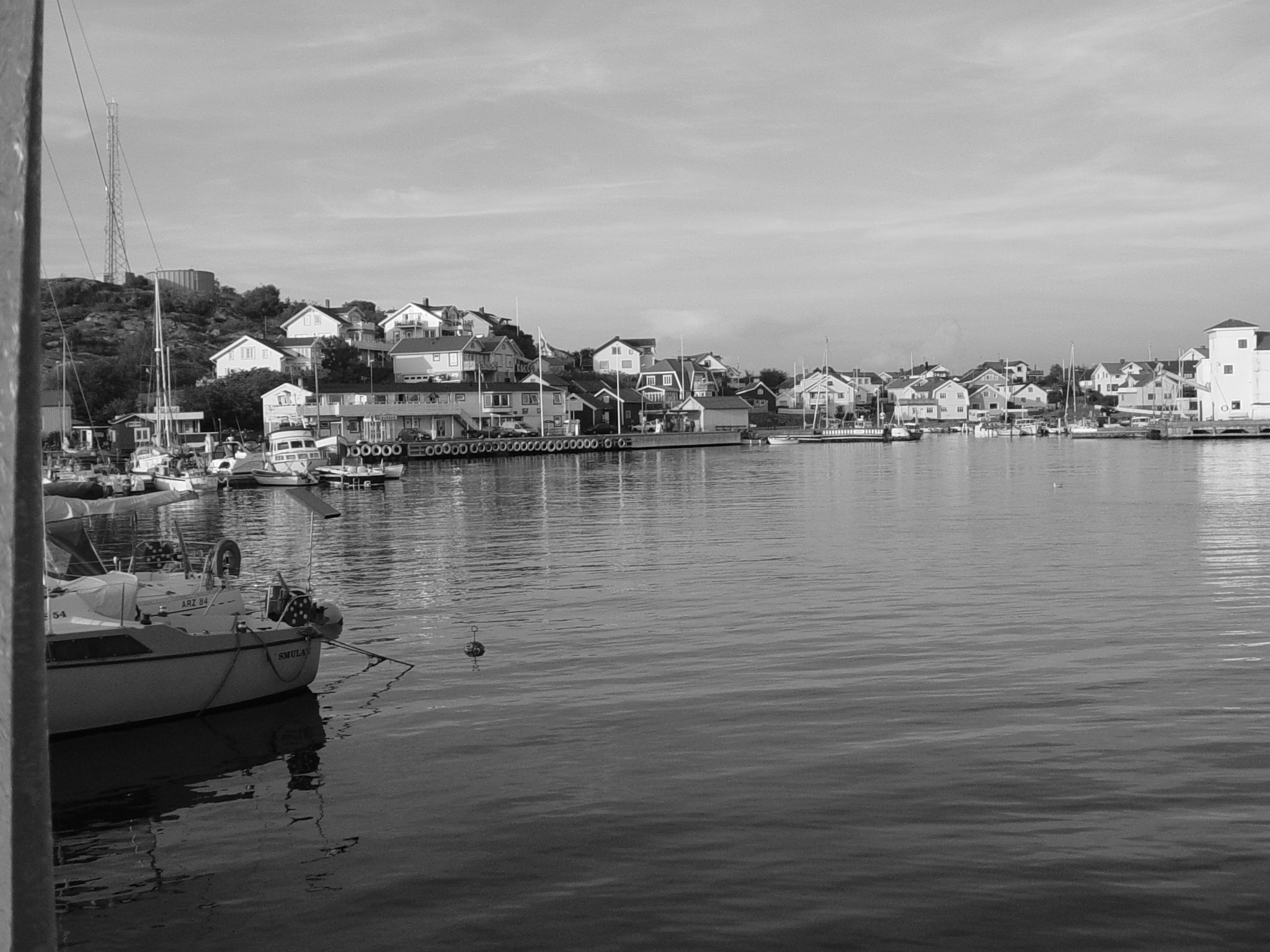
Port
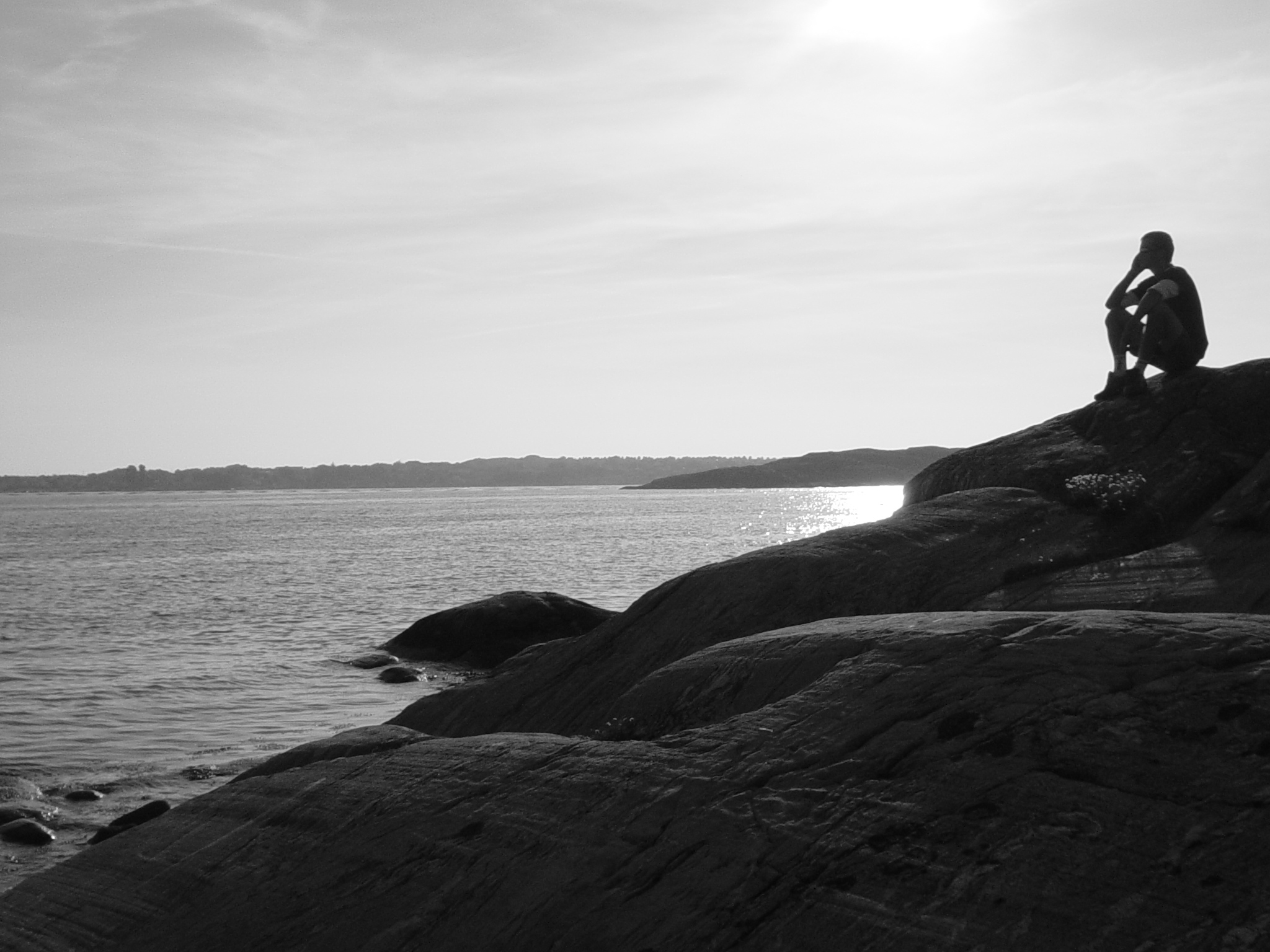
Zachód słońca
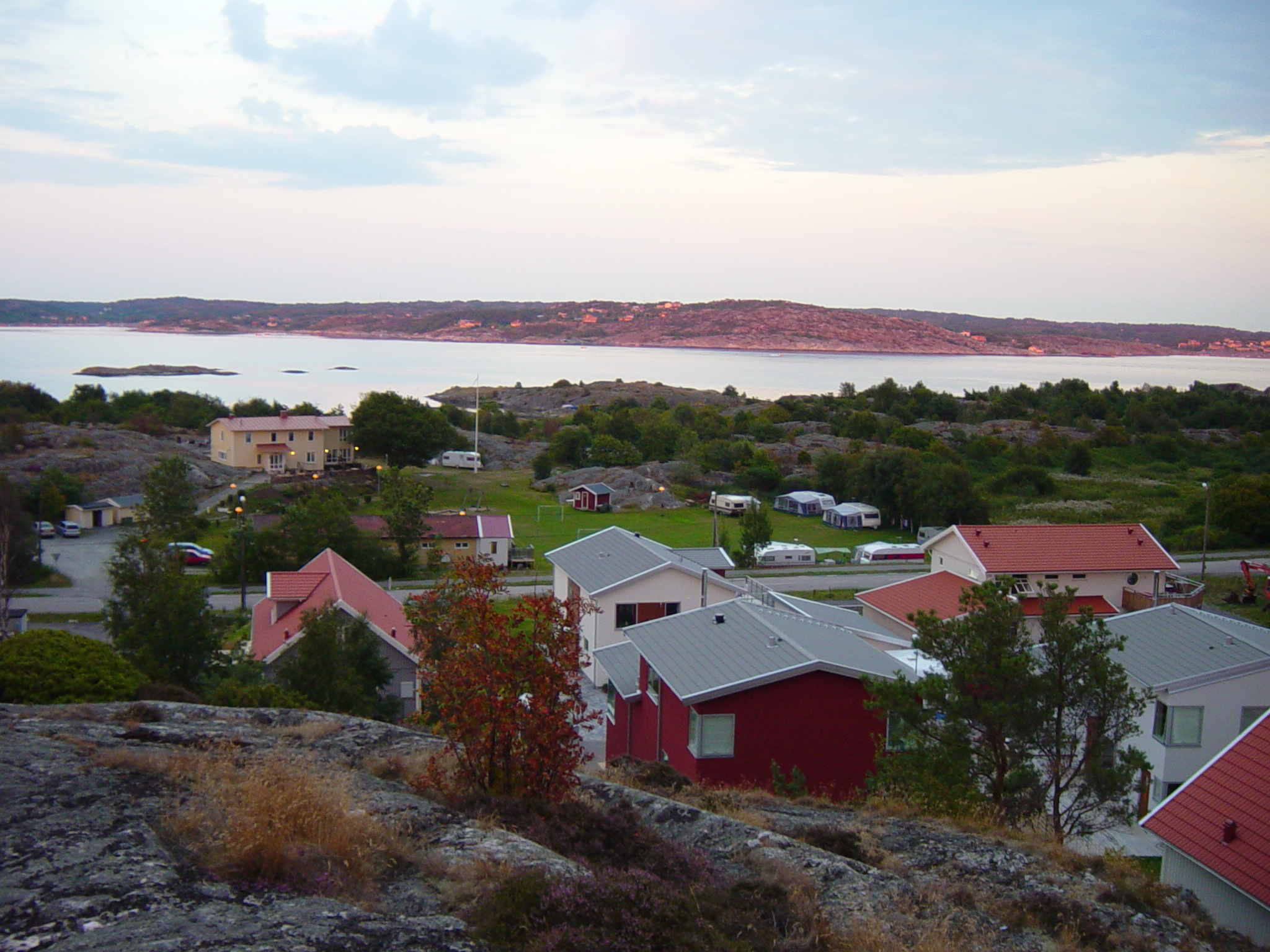
Widok na camping, w oddali stały ląd
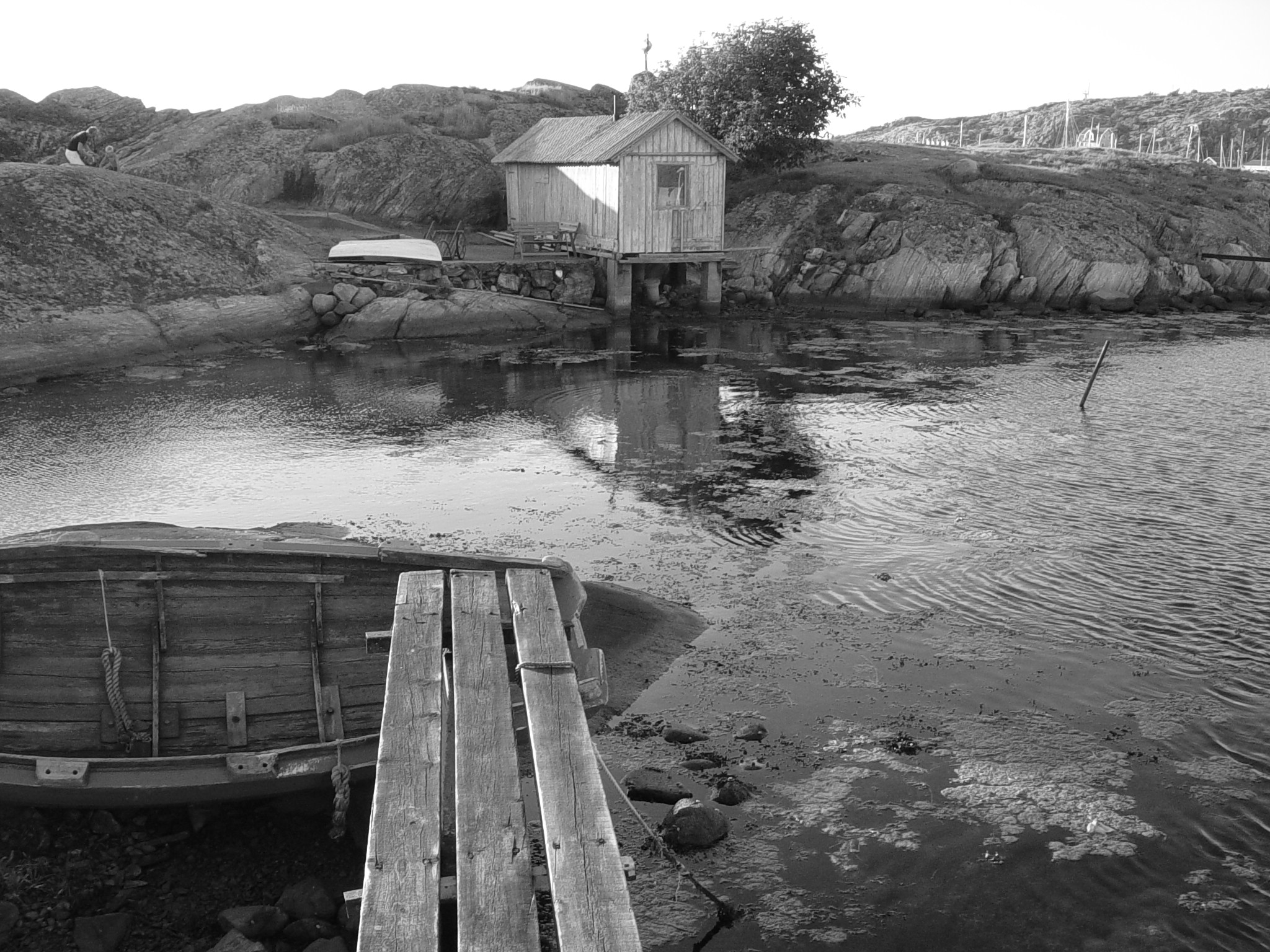
Zapuszczona zatoczka koło portu
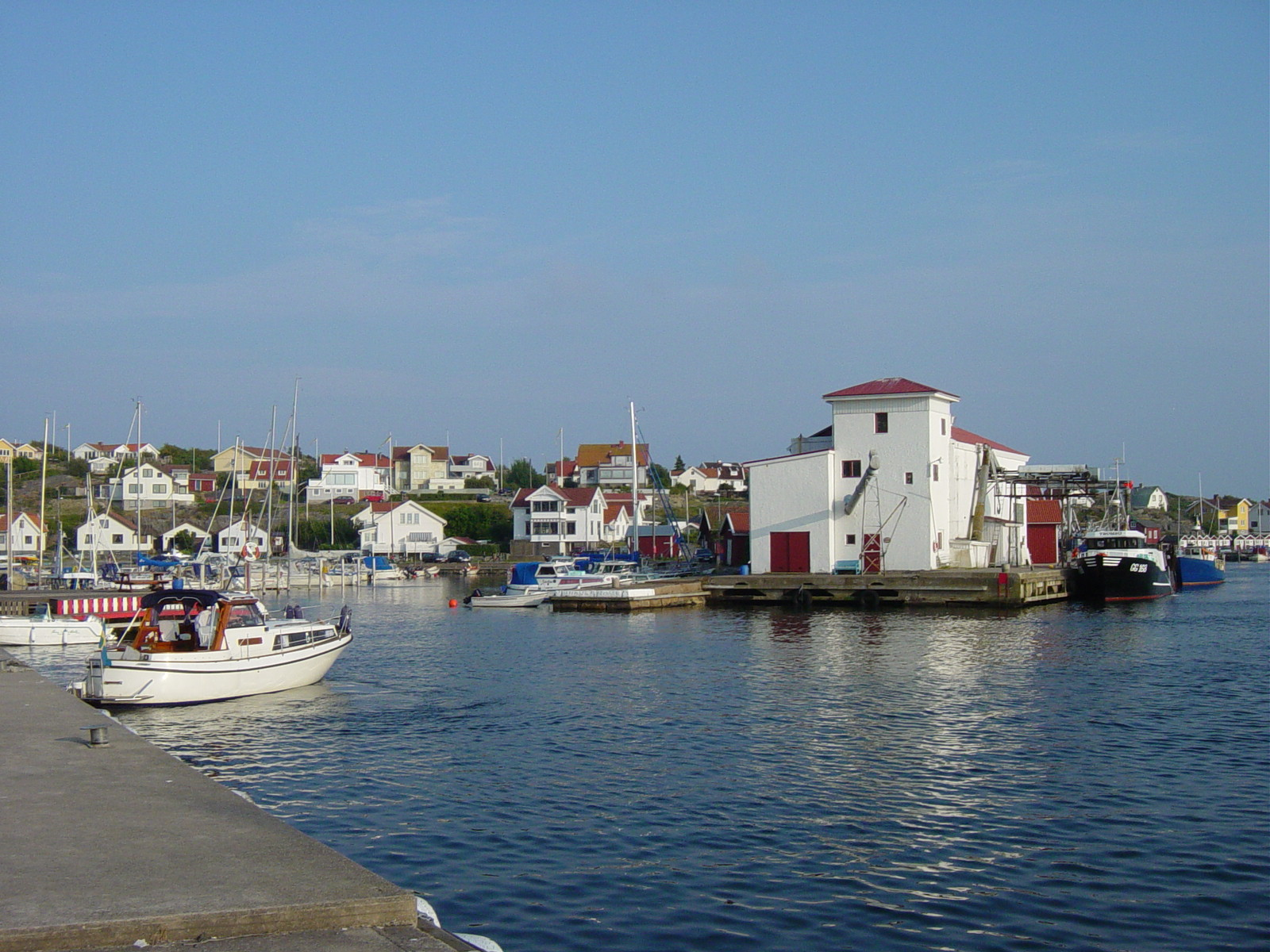
Widok na port
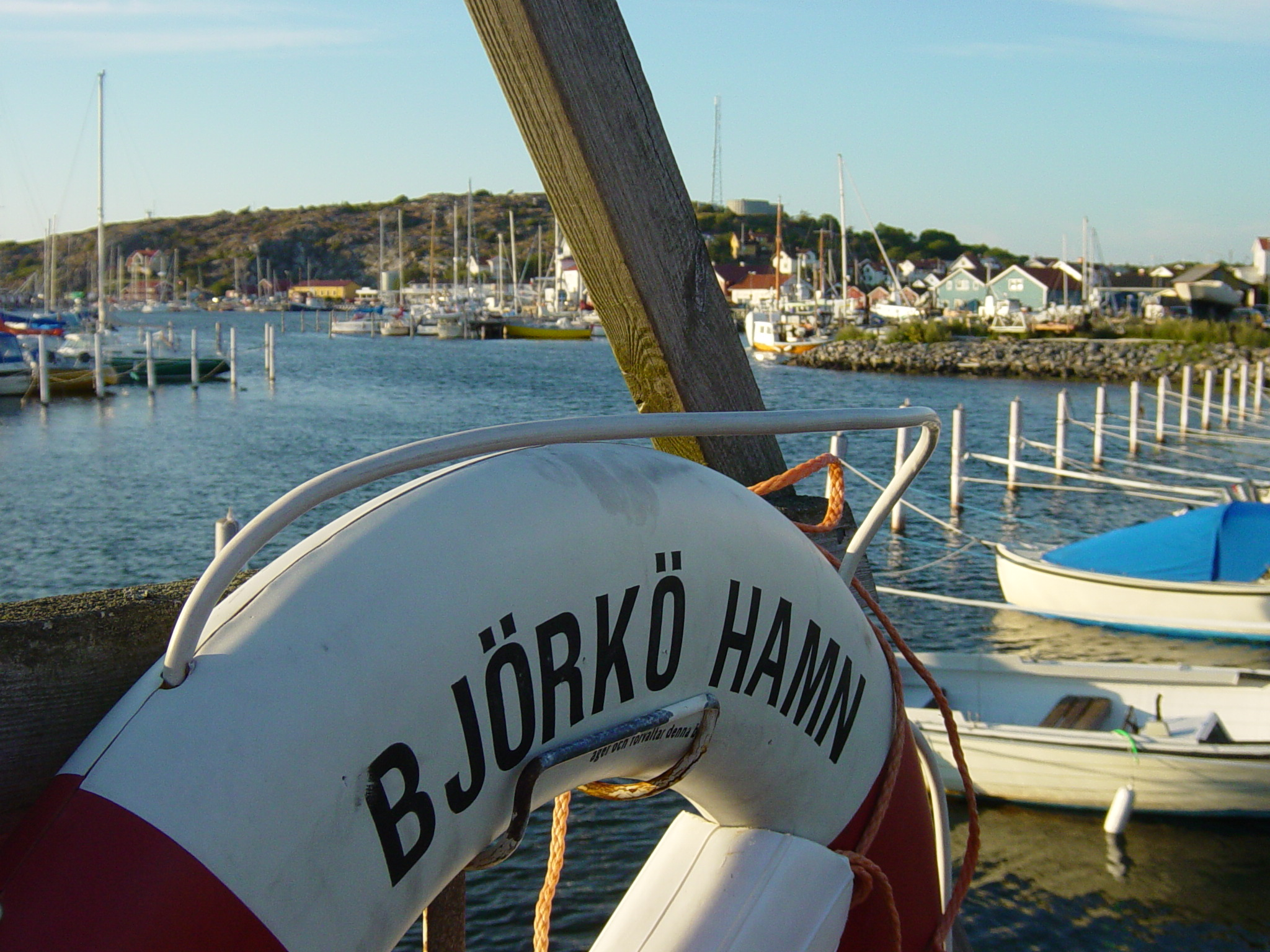
Koło ratunkowe w porcie
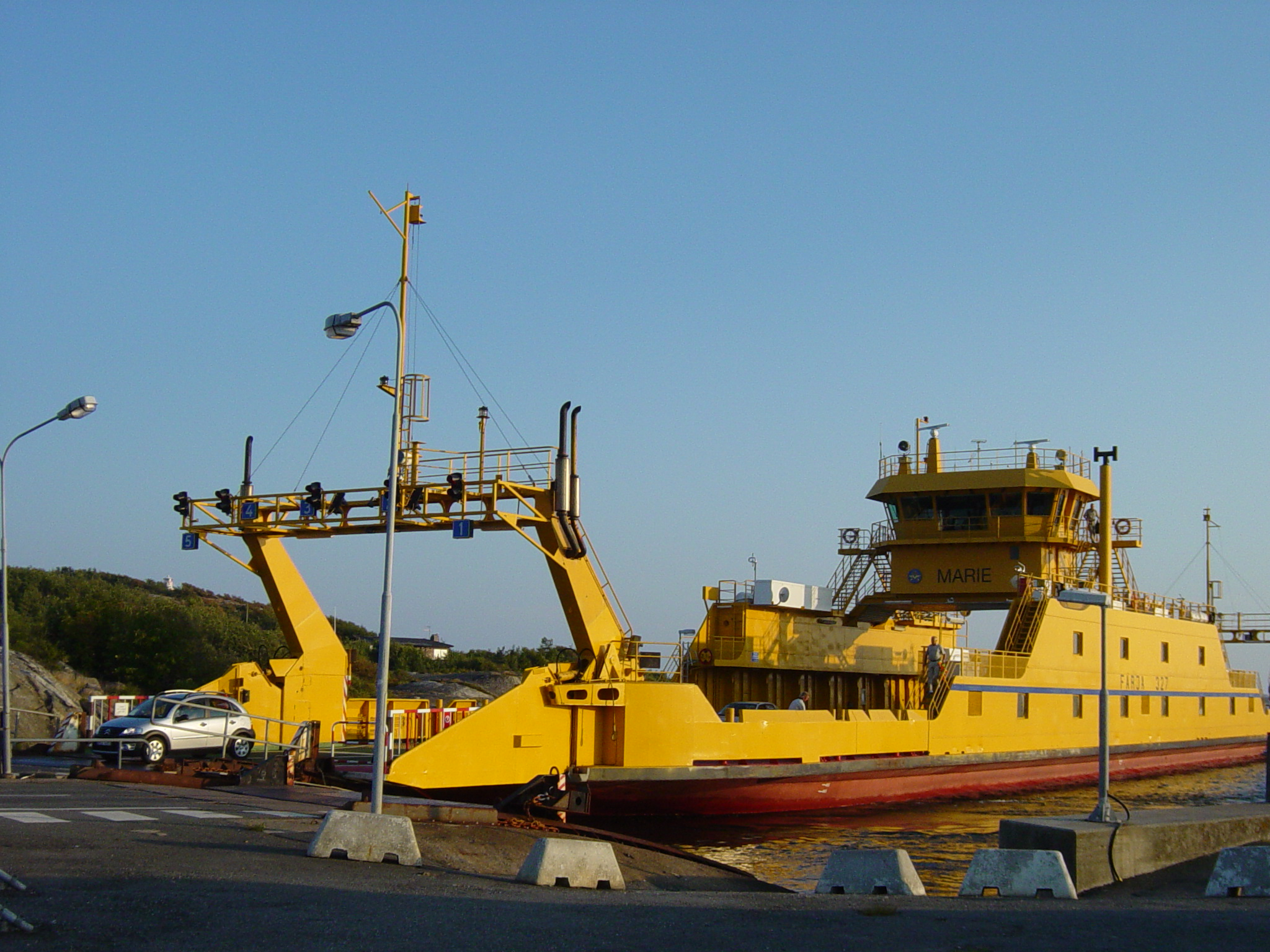
Prom Marie na wyspę Öckerö
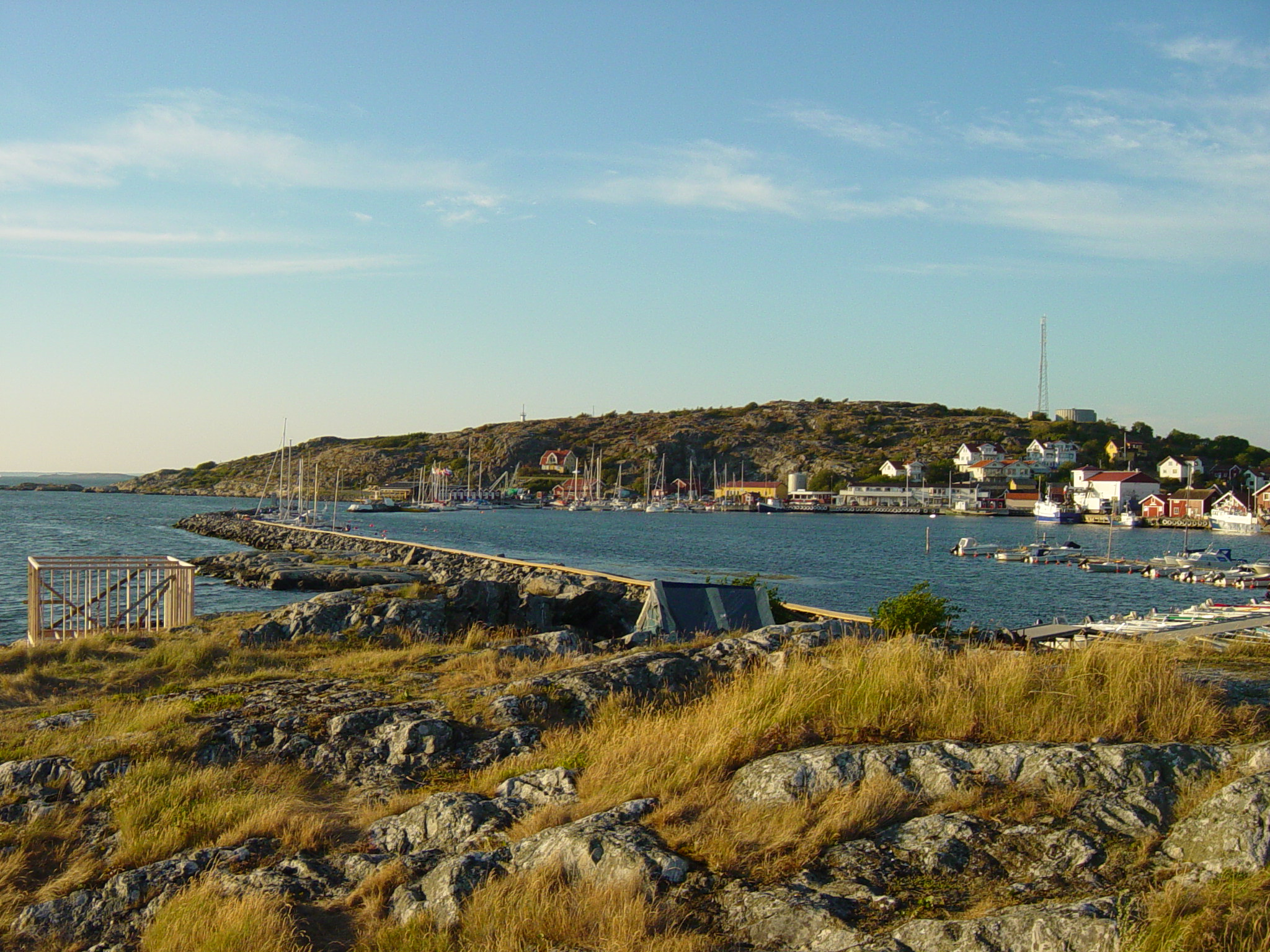
Falochron w porcie
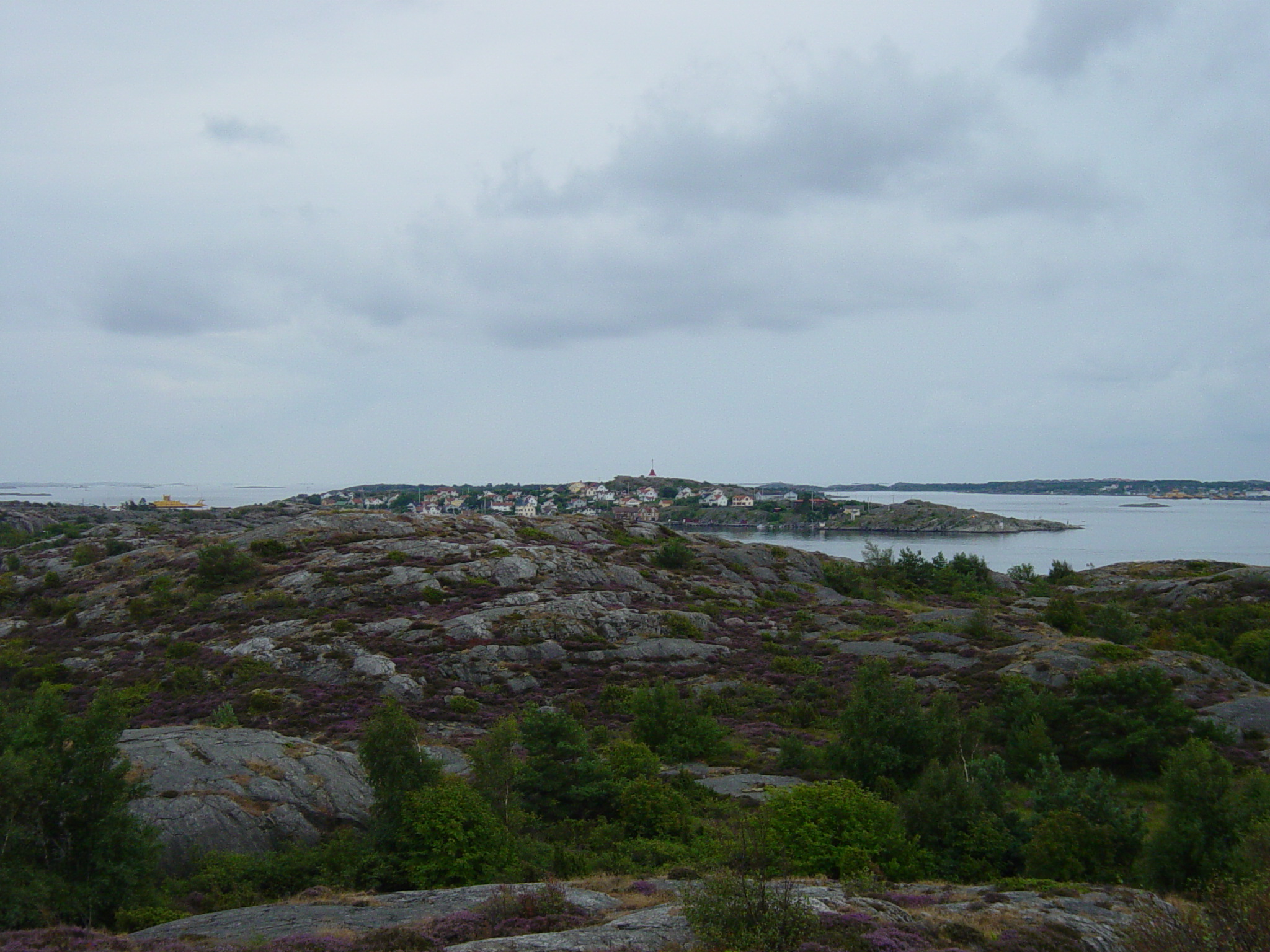
Widok na sąsiednią wyspę, Kalvsund
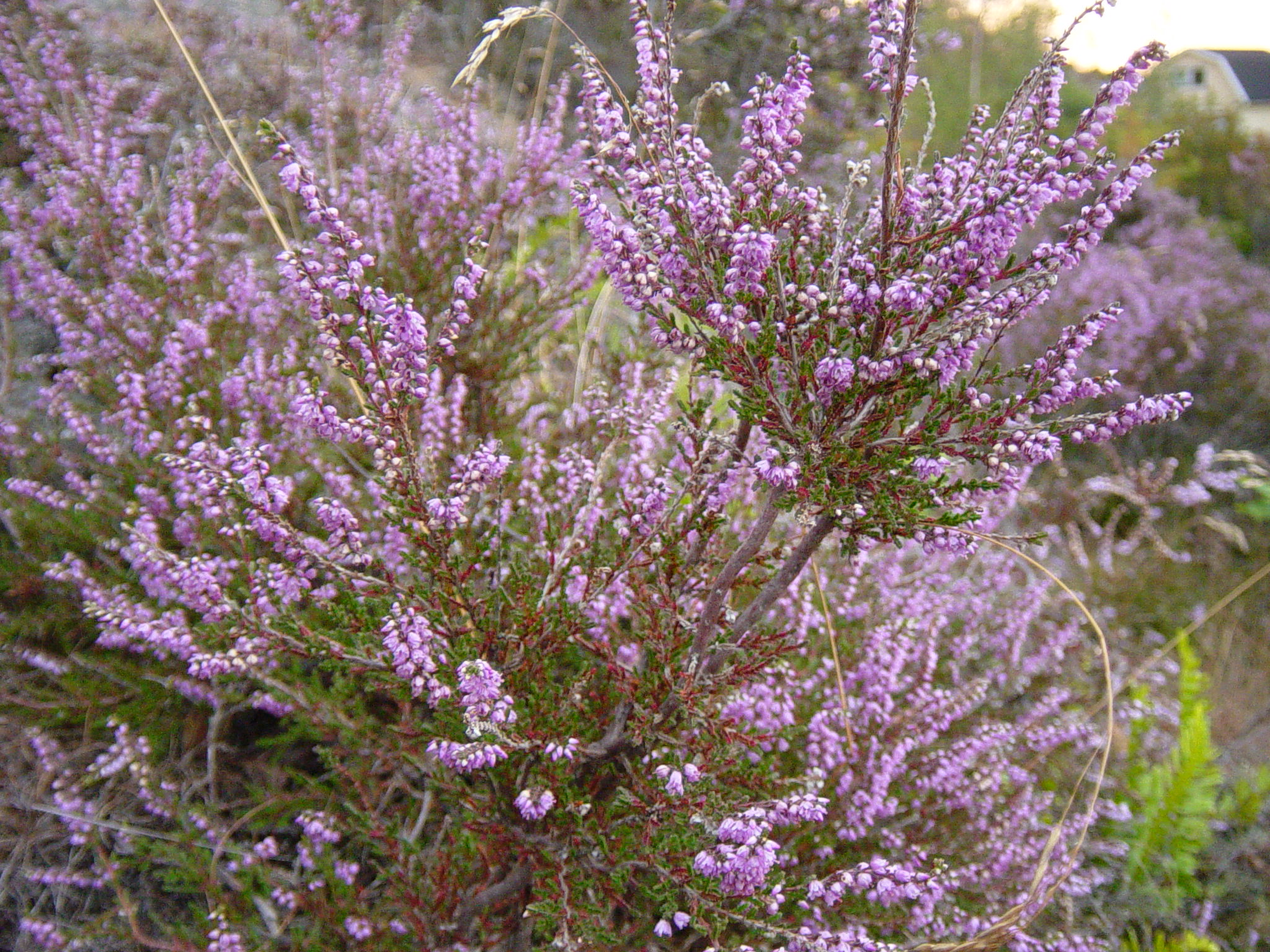
Wrzosy na wzgórzach Björkö